# Bitumenlijm
Bitumenlijm of koudlijm is een lijm op basis van bitumen die blijvend elastisch is (thermoplast). Om de lijm vloeibaarder te maken worden soms oplosmiddelen toegevoegd.
De lijmverbinding komt tot stand door het uitoefenen van druk op de contactoppervlakken. Bij verwarming wordt de lijm weker (plastischer) en is daardoor beter aan te brengen.
Toepassingsgebieden zijn:
- dakbedekking
- exterieur afdichten van kelders
- drainage en isolatie-afdichtingen in een vochtige omgeving